# Кузовлєв Володимир Андрійович
Кузовлє́в Володи́мир Андрі́йович (нар. 20 травня 1958 року) — український футболіст, захисник, футбольний тренер.

## Футбольна кар'єра

### Клубна кар'єра
У 1976 році розпочав футбольну кар'єру в клубі «Зоря» Ворошиловград. Спочатку він з'явився в команді дубля, а в 1978 році дебютував в основному складі «Зорі». У 1981—1982 роках грав за військовий клуб СКА Київ, звідки його запросили до «Колосу» Павлоград. У 1986 році він повернувся в рідну «Зорю» Ворошиловград, де закінчив свою професійну кар'єру.

## Тренерська кар'єра
Після закінчення футбольної кар'єри Кузовлєв почав працювати тренером. Протягом усієї своєї кар'єри він працював із дублюючим складом, який очолював Юрій Погребняк. По-перше, він допоміг тренувати луганський клуб «Динамо» . У 1995 році разом із Погребняком він переїхав до «Маріуполя». У липні 1997 року, після відставки Погребняка, він керував одним матчем. Потім Кузовлєв допоміг тренувати клуби «Еллада-Енергія» Луганськ, «Шахтар» Луганськ, «Молнія» Сєвєродонецьк та Сталь Дніпродзержинськ . З грудня 2007 по квітень 2009 року працював у харківському клубі «Геліос». У 2011 році став головним тренером ФК «Стаханов» .

## Успіхи та досягнення

### Клубні успіхи
- майстер спорту УРСР: 1986